# Rattus omichlodes
Rattus omichlodes is een rat die voorkomt in de Snow Mountains van Westelijk Nieuw-Guinea, op 2950 tot 3950 m hoogte. Deze soort werd door Taylor et al. (1982) in R. richardsoni geplaatst, maar later bleek hij op dezelfde plaats als richardsoni voor te komen. R. omichlodes komt voor op zeer grote hoogte, boven de boomgrens. Hoewel omichlodes duidelijk wat anders is dan richardsoni, zijn de verwantschappen tussen R. omichlodes en R. niobe en R. arrogans nog verre van duidelijk. R. omichlodes schijnt veel te lijken op R. niobe, die verder naar het oosten voorkomt.